# Helena Salgueiro
Helena Salgueiro Golán (Santiago de Compostel·la, 1995) és una poeta, actriu i intèrpret gallega.

## Trajectòria
Va estudiar Filologia Gallega i Teoria i Crítica de la Literatura. Mentre estava a la universitat, l'any 2013, va fundar la companyia i associació GN TEATRO, en la qual va dirigir i actuar en els espectacles Natureza Viva, Kraft i Cabaret Salomé. L'any 2012 va publicar el seu primer poemari Intermitencia da cidade, amb el qual va guanyar el premi de poesia Avelina Valladares. L'any 2016 va guanyar el II Certamen de poesia Rosalía de Castro de l'Ajuntament de Padrón amb As flores.
L'estiu del 2021 crea la companyia de teatre ABAR, amb la qual estrena l'obra ferro, federici en la qual desenvolupa les tesis de Silvia Federici a través de l'art. Come and Go es va estrenar el 2022, una versió del text homònim de Samuel Beckett.